# 後龍里
後龍里位於臺灣臺中市西區台灣大道以及五權交叉口一帶，本為後龍仔庄，併里後改名為後龍里。

## 由來
清領時期與日治時期原為後龍仔庄。
當時地形有一壠一壠形狀起伏的蜿蜒土壟，又有梅川流經似龍狀，且位於當時市中心之後，所以稱謂後壠仔。
中華民國接管臺灣後，壠字才改為龍字，但地政地段稱號仍是後壠仔段。
民國91年2月台中市政府里鄰整編後改名為後龍里，現有行政區是由後龍、靖龍、福龍三里合併。

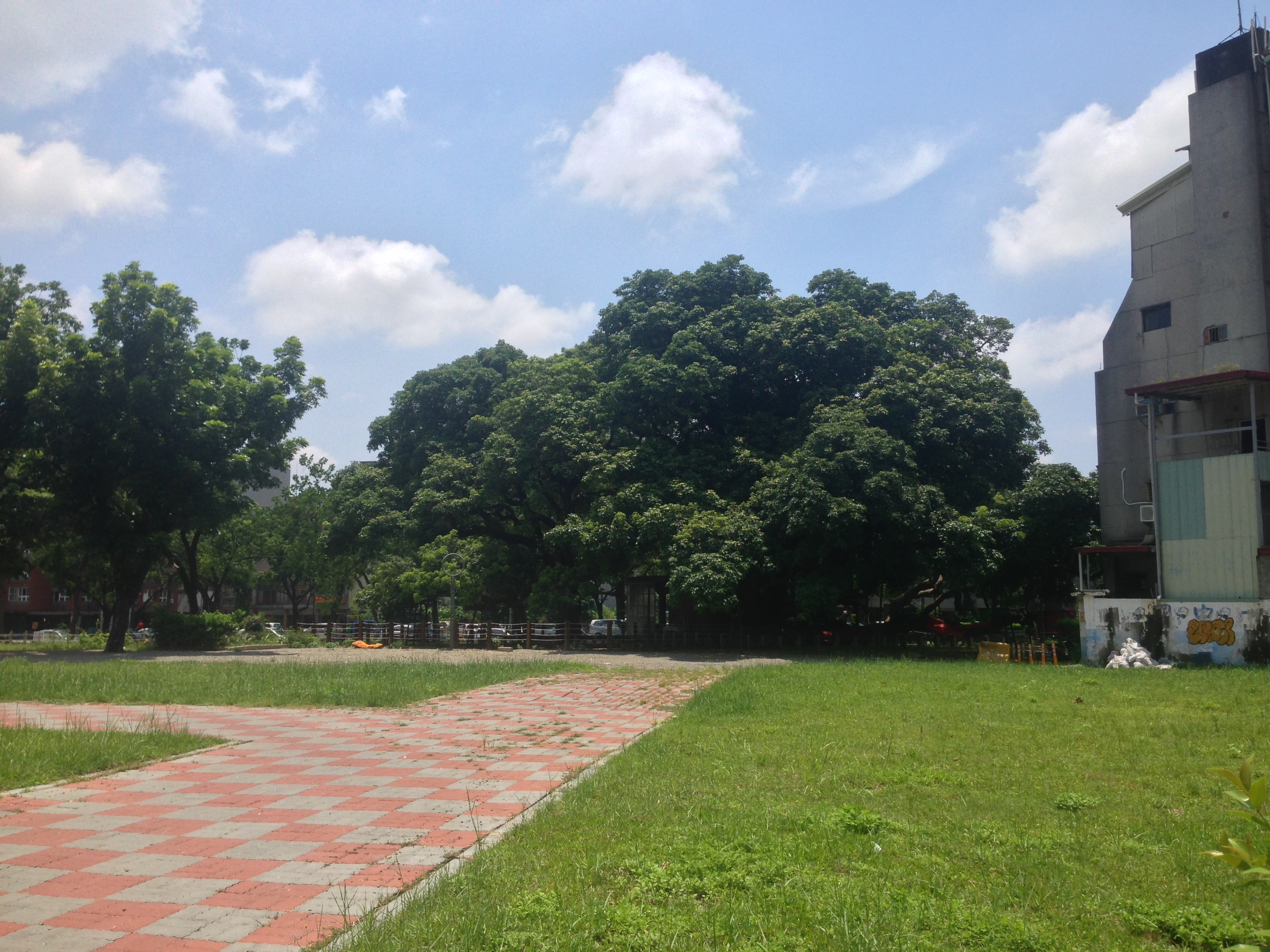
後壠仔茄苳公

## 地理位置
- 東:福龍街[1]
- 西:大和路、向上路、民生北路
- 南:民權路經梅川西路至民生北路以北的位置
- 北:中正路、台灣大道、大和路

毗鄰:中正里(北區)、和龍里、民龍里、雙龍里、安龍里、平和里

## 統計資料
- 里長:郭耀泉
- 地址：台中市西區後龍里後龍街59巷3號

＜民國99年3月人口統計＞
- 鄰數：31鄰[2]
- 戶數：1631戶
- 人口總計：4186人（男2042人；女2144人）

## 特色
- 自然資源:茄苳公(台中樹王)[3]，位於梅川東路一段91號茄苳公園內[4]
- 均安宮(均安宮太極鼓)
- 日本料理店

## 設施
- 梅川綠園道
- 茄苳公園
- 中山醫學大學附設醫院(中山醫院)
- 臺中市政府警察局第一分局民權派出所
- 臺中流行音樂協會中港會館
- 臺中市女子燙髮職業工會

歷史古蹟
- 孫立人將軍故居(台中寓所)

飯店
- 臺中中港大飯店
- 雅典商務旅館

教育
- 國立臺中教育大學向上校區（進修推廣部、事經所、高教所）
- 私立敦煌托兒所

宗教
- 均安福德祠
- 均安宮
- 臺中佛教居士林
- 台灣基督長老教會 - 向上教會
- 慈濟佛教基金會
- 茄苳公廟

金融
- 臺灣銀行中臺中分行
- 台中商業銀行總行
- 臺灣土地銀行西台中分行
- 星展銀行民權分行
- 台灣人壽台中分公司
- 中正路郵局

## 交通

### 公路
- 大和路
- 民權路
- 向上路一段
- 梅川西路一段
- 梅川東路一段
- 民生北路
- 民族路

### 公車
- 民權路口
- 向上民權路口
- 中山醫院
- 中山醫院(五權路)
- 中山醫院(中港路)
- 茄苳腳

## 學區
- 國小[5]
  - 中正國小:第1～23鄰、第24～31鄰【為教大實小與中正國小共同學區】
  - 教大實小:第24～31鄰
- 國中
  - 向上國中:全里

## 關聯條目
- 西區
- 大和村